# Toyota MR2

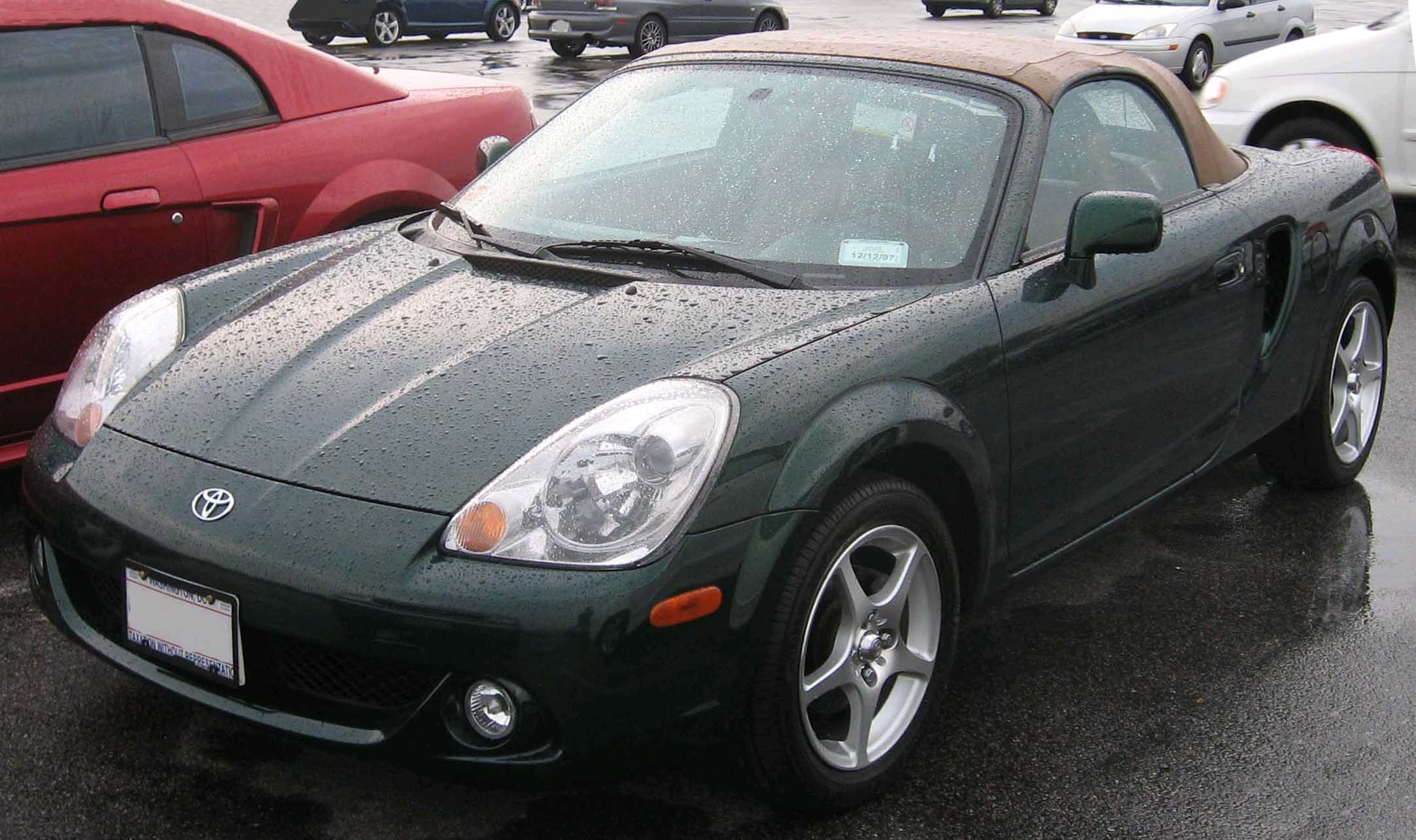
Toyota MR2

De Toyota MR2 is een tweepersoons sportwagen, met middenmotor en achterwielaandrijving, ontwikkeld door Toyota in drie verschillende ontwerp-series van 1984 tot de productie in Japan stopt in juli 2007.
De laatste versie werd in Japan Toyota MR-S genoemd, in de Verenigde Staten Toyota MR2 Spyder, en in Europa Toyota MR2 Roadster. In het Frans klinkt de naam MR2 als est merdeux, en vanwege de associatie daarvan met het woord "merde" ('stront') werd de auto daar enkel verkocht onder de naam MR. In het Engels wordt de MR2 vaak "Mister Two" genoemd.
Het is een wijdverbreide misvatting dat de MR2 door Lotus werd ontwikkeld en door Toyota werd gebouwd en verkocht. In werkelijkheid werd het Lotus M90-project (ook bekend als X100) geschrapt nadat één prototype was gebouwd (het enige van dit project). En nadien werd Lotus ook nog eens uitgekocht door General Motors waardoor er ook een einde kwam aan de samenwerking met Toyota. De MR2 was ontwikkeld door Toyota waarbij Lotus-ingenieur Roger Becker betrokken werd voor de ophanging en wegligging. Door zijn midden/achter motor en kleine afmetingen, wordt de MR2 vaak vergeleken met meer exotische sportwagens.

## Oorsprong
De MR2 begon in 1976 toen Toyota een ontwerpproject startte met als doel de productie van een wagen die leuk was om mee te rijden, maar toch een degelijk brandstofverbruik had. Aanvankelijk was het doel van het project geen sportwagen. Het echte ontwerpwerk begon in 1979 toen Akio Yoshida van de testafdeling van Toyota begon met de evaluatie van verschillende alternatieven voor de plaatsing van de motor en aandrijvingsmethodes. Er werd uiteindelijk beslist om de motor dwars in het midden van de wagen te plaatsen. Het resultaat was het eerste prototype in 1981, genaamd de SA-X. Van dit basisontwerp begon de wagen te evolueren naar een echte sportwagen, en verdere prototypes werden intensief getest in Japan en in Californië. Een groot deel van het testen werd gedaan op echte racecircuits zoals Suzuka circuit, waar ex-Formule 1-rijder Dan Gurney de wagen testte.
Toyota maakte zijn SV-3 concept-wagen openbaar in de herfst van 1983 op de Tokyo Motor Show, en verkreeg veel publiciteit van zowel de pers als het publiek. De wagen, die in de lente van 1984 op de Japanse markt zou worden uitgebracht onder de naam MR2, werd de eerste door een Japanse fabrikant in massa geproduceerde wagen met middenmotor. De naam stond aanvankelijk voor het Engelse "Midship Runabout, 2-seater", maar later werd dit "Mid-engine, Rear-wheel drive, 2-seater" (Nederlands: "middenmotor, achterwiel aangedreven, 2-zitter").

## Eerste generatie (AW10/AW11), 1985-1989

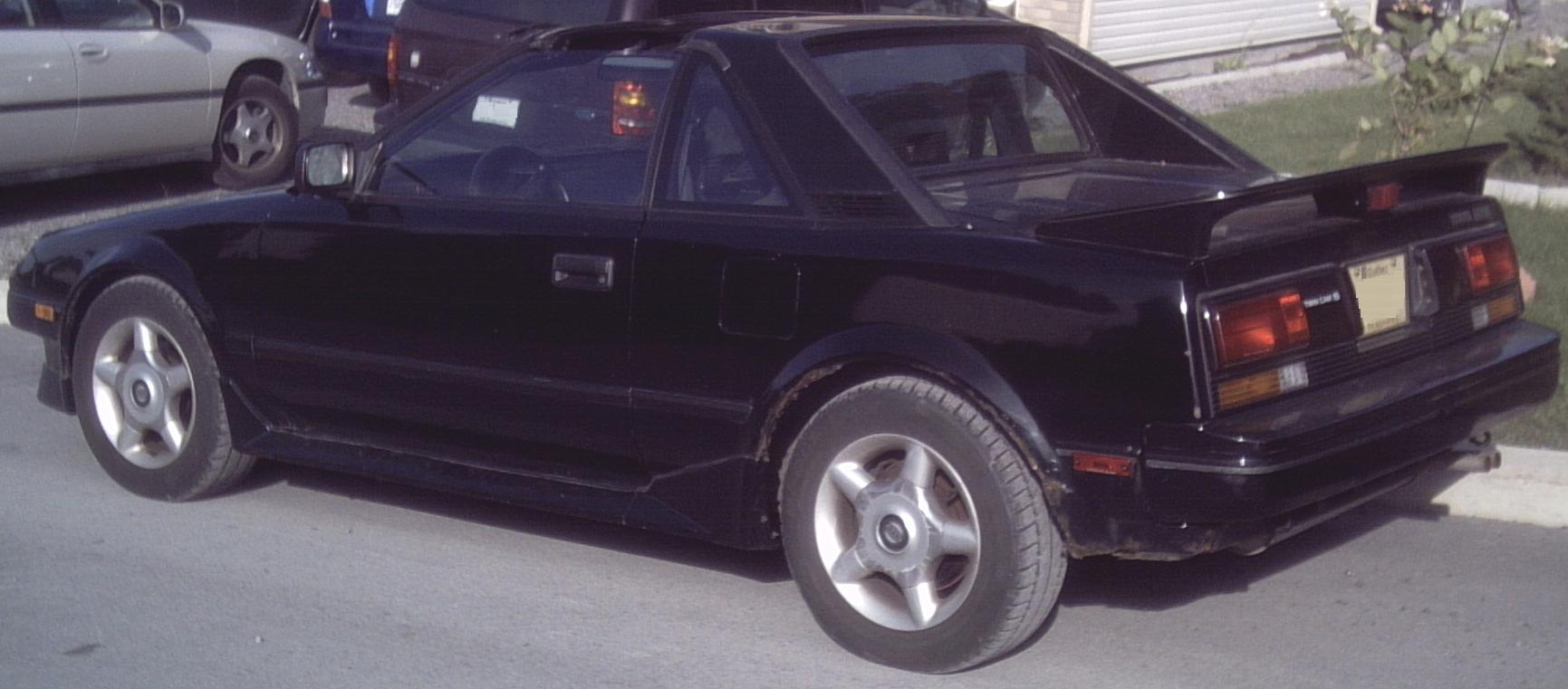
1987 MK1 T-Top

De kleine en lichte MR2, aangeduid met AW11, was iets wat niemand had verwacht van de Japanse autofabrikanten, bekend om hun economische en praktische wagens. De tweezitter MR2 was zeker niet praktisch als gezinswagen, maar de ontwerpcriteria waren dan ook anders dan van de meeste vorige wagens. De belangrijkste eigenschappen van de AW11 waren zijn lage gewicht (slechts 998 kg in Japan en 1066 kg in de Verenigde Staten), superieure rijeigenschappen, en relatief krachtige motor met kleine cilinderinhoud. Dankzij deze eigenschappen wordt de AW11 door velen beschouwd als zeer aangenaam om mee te rijden. Zijn gedrag bootst dit van zeer dure sportwagens na en is makkelijk om te controleren en te manipuleren in zijn bewegingen. Toyota's samenwerking met Lotus tijdens de prototypefase is merkbaar in de AW11 en heeft veel te danken aan de legendarische sportwagens van Lotus van de jaren 60 en 70.
Als krachtbron koos Toyota voor de 4A-GE, een 1587 cc 4 cilinder lijnmotor met dubbele bovenliggende nokkenas, die het gebruik van 16 kleppen voor een betere doorstroming door de ontbrandingskamer toestaat. De motor werd ook uitgerust met Bosch L-Jetronic multi-point ontsteking en een variabele inlaatgeometrie T-VIS, zodat de motor een maximaal vermogen haalde van 128 pk (95 kW). De Amerikaanse versie had 112 pk (84 kW), de Europese motor 124 pk (93 kW), de Australische 118 pk (88 kW) en de Japanse 130 pk (97 kW). De motor was reeds geïntroduceerd in de Toyota Corolla AE86 en kreeg veel positieve publiciteit. Deze motor was de eerste massageproduceerde 4 kleppen/cilindermotor. Er was ook een JDM model AW10 die de economischere 1452 cc 3A-U motor gebruikte, maar die werd alleen geleverd in Japan zelf.
Voor het modeljaar 1986 onderging de AW11, waarbij de typen AW15 voor de 4-age motor en AW16 voor de 4-agze motor werd gebruikt, enkele aanpassingen die zowel zijn uiterlijk als zijn prestaties veranderden. De belangrijkste toevoeging was waarschijnlijk de optie om een verwijderbaar T-Top-dak te hebben, een optie die niet beschikbaar was in de Verenigde Staten tot het volgende modeljaar. De buitenkant werd aangepast met bumpers en zijstrepen in bijpassende kleur, de toevoeging van kleine side skirts en een doorzichtige spoiler aan de achterkant van het dak. Andere nieuwe opties waren een lederen interieur en een 4-traps automatische versnellingsbak. Het volgende jaar werden nog aanpassingen gedaan aan het exterieur, maar de meest opmerkelijke waren de toevoeging van grotere remmen en de zwaardere en sterkere C52 versnellingsbak ter vervanging van de oudere C50. Voor de AW16 werd de E51 versnellingsbak gebruikt.
Ook het vermelden waard is het ontbreken van een achterste torsiebar na 1985 (sommige modellen uit 1989 zijn er toch weer mee uitgerust). Modellen met deze bar achteraan zijn waardevoller voor raceliefhebbers. Een auto die standaard niet voorzien is van deze bar ermee uitrusten kan simpel of complex zijn. Toyota zou doorgegaan zijn met het produceren van veerpoten met de juiste montagegaten voor deze torsiebar voor de modellen goed in 1986 en mogelijk 1987, maar er zijn actuele nummers, of cut-offdata ter beschikking.
In 1987 (1988 voor de Amerikaanse markt) kwam Toyota met een nieuwe krachtigere motor. De 4A-GZE, gebaseerd op hetzelfde motorblok en -hoofd, werd uitgerust met een Toyota C-12 roots-type supercharger en Denso bovenopgemonteerde intercooler. De compressieratio, kleppentiming en kleppenpoorten werden aangepast. De motor produceerde maximaal 145 pk (108 kW) en liet de kleine wagen van 0 tot 100 km/h (0 tot 62 mph) accelereren in 6,7 à 7,0 sec. Als toevoeging op de nieuwe motor werd de MR2 SC (AW16) ook uitgerust met stijvere stabilisatiestangen en versterkingen in de carrosserie om de stijfheid te verbeteren. Dit model is echter nooit op de Europese markt geraakt, alhoewel sommige wagens privaat werden geïmporteerd.
De pers ontving de AW11 met open armen en loofde zijn innovatie, super gevoel en presterende motor. Amerikaanse automagazines Road & Track en Car and Driver hadden beide de AW11 op hun lijst van de tien beste wagens die enige geduchte concurrenten bevatte, zoals de Ferrari Testarossa. Het Australische Wheels Magazine verkoos de 1988 AW11 als zijn favoriete sportwagen. De MR2 werd Motor Trends' uitgeroepen tot 'geïmporteerde wagen van het jaar' van 1985. In 2004 vermeldde Sports Car International de MR2 als nummer acht op zijn lijst van 'Topsportwagens van de jaren 80'. De MR2 stond in de 'Tien Beste'-lijst van het magazine Car and Driver in 1986 en 1987. Thans wordt de eerste generatie MR2 beschouwd als kandidaat om in de toekomst uit te groeien tot cultauto zoals dit ook gebeurde met o.a. de oudere Z-series (240Z, 260Z en 280ZX) van Datsun. Een goede en geheel originele AW11 is heden ten dage reeds moeilijk te vinden en voor de toekomst zal dit gevolgen hebben voor de vraagprijzen van deze sportwagen. Vooral de versie met de uitneembare dakdelen (T-bar roof) is gewild, vanwege dit extra aspect aan het rijplezier.

## Tweede generatie (SW20), 1989-1999

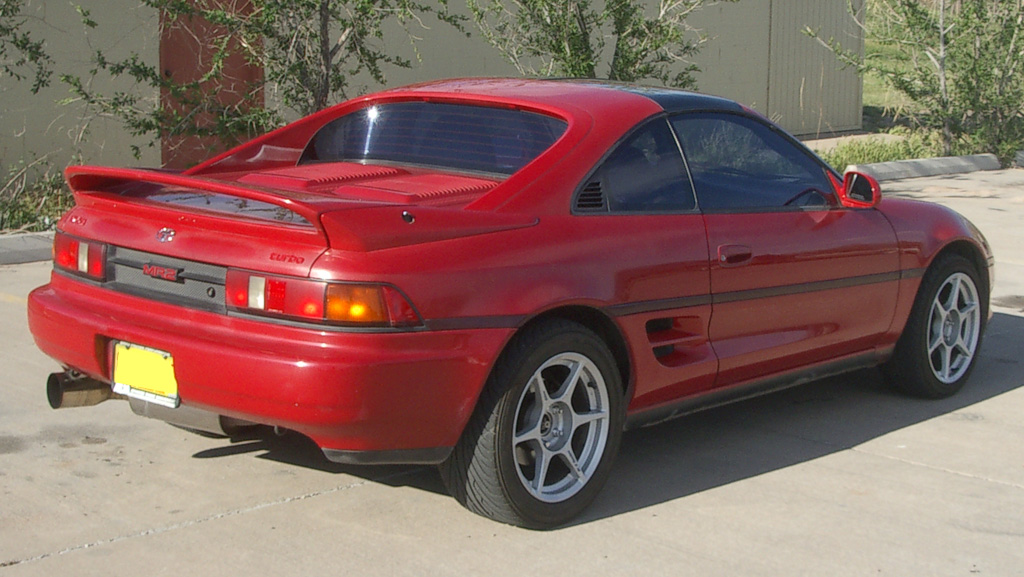
1991 Toyota MR2 Turbo

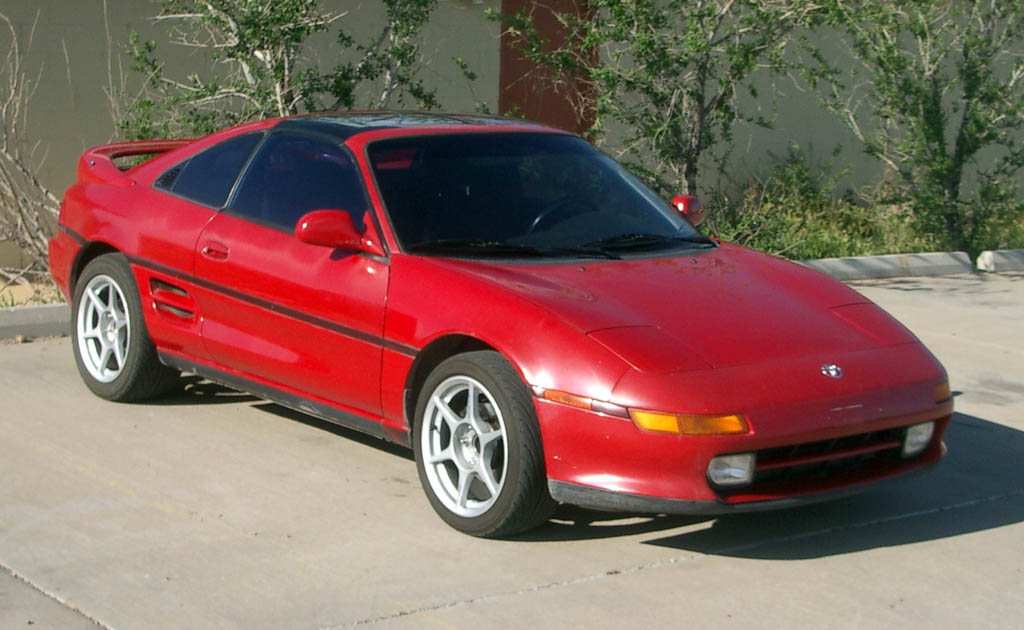
1991 Toyota MR2 Turbo

De MR2 werd in 1989 volledig opnieuw ontworpen, met de productie van de nieuwe Mark II-carrosserie. De nieuwe MR2, SW20 genoemd (in Amerika gebruikte men de chassis-code SW22 voor het turbocharged-model en SW21 voor het atmosferische model), was langer, breder en zwaarder dan zijn voorganger en had de minder scherpe, meer afgeronde lijnen die begin jaren negentig populair werden. Terwijl de AW11 een pure sportwagen was, gemaakt met de Lotus in het achterhoofd, kon de SW20, die een stuk groter was, eerder geklasseerd worden als GT-wagen. Doordat de gelijkenis tussen de Ferrari 348tb, de Ferrari F355 en de nieuwe MR2 zo treffend waren, werd de SW20 soms aangeduid als een "poor man's Ferrari" (vrije vertaling: een armelui's Ferrari). En inderdaad kwamen er veel bodykits ter beschikking om de SW20 er uit te laten zien als een Ferrari F355 met soms een bijna niet van echt te onderscheiden resultaat.
Toen de SW20 in de verkoop ging in 1990, kon men kiezen uit vier verschillende motoren, afhankelijk van de verkoopplaats. Alle motoren waren 1998 cc I4 motoren met Dubbele bovenliggende nokkenassen en 16 kleppen, uitgezonderd het atmosferische Amerikaanse model dat een 2164 cc 5S-FE-motor had. De krachtigste motor was de turbocharged 3S-GTE, die beschikbaar was in Japan met 220 pk (164 kW) (als de MR2 GT) en in de Verenigde Staten met 200 pk (149 kW) (als de MR2 Turbo) zodat Europeanen tevreden moesten zijn met de atmosferische 156 pk (116 kW) 3S-GE motor. Het Japanse MR2 GT model kon van 0 tot 100 km/u accelereren in 5.9 tot 6.2 s. In totaal zijn er in Nederland iets minder dan 500 MR2's van deze generatie verkocht.
De introductie van de SW20 op de markt ging niet zo vlot als die van de AW11. Toyota had het doel om de ophanging van de wagen hetzelfde te laten reageren als bij een echte sportwagen. Dit zorgde ervoor dat het bochtenwerk van de SW20 zeer goed was, maar het was te makkelijk voor een onervaren bestuurder om een fout te maken die kon leiden tot plots overstuur (soms ook "snap overstuur" genoemd) wat op zijn beurt kon resulteren in een spin tenzij de bestuurder snel en correct reageerde. Deze eigenschap werd als ongewenst gezien door de pers omdat de MR2, tegenover de dure sportwagens, zo geprijsd was dat zelfs "Jan Modaal" er eentje kon aanschaffen. Sommige magazines overdreven zelfs, met de vermelding dat de SW20 gewoon te gevaarlijk was om mee te rijden.
Als reactie op de feedback die intussen was gekregen, voorzag Toyota het model van 1993 van bredere achterbanden, en werd de achterwielophanging veranderd - vooral de hoogte van het voertuig, de eigenschappen van de schokbrekers en langere achterste uitrichtpennen (rear toe links) - waardoor de wagen meer neigde naar onderstuur en het dus moeilijker werd de wagen in een plotse overstuur te krijgen. Samen met de veranderingen aan de ophanging kreeg de SW20 ook nieuwe 15" wielen om ruimte te krijgen voor de grote schijfremmen die ook geïntroduceerd werden. Sommige schakelproblemen die de eerste revisies plaagden werden verholpen met sterkere synchronisatieringen.
De verkoop van deze wagen werd stopgezet in Canada in 1993 en in de Verenigde Staten in 1995.
De volgende grote verandering volgde in 1994 toen de Japanse SW20'ers volledig nieuwe motoren kregen in elk model, en sommige behoorlijke veranderingen aan de buitenzijde. Bij de 3S-GTE zorgde het gebruik van een MAP-sensor, de verwijdering van T-VIS ten voordele van kleinere inlaatkleppen en de nieuwe CT20B turbocharger lopend op een ongelooflijke hoge druk voor een verhoging van het maximale vermogen tot 245 pk (180 kW). De atmosferische 3S-GE onderging minder wijzigingen maar kreeg toch een hoger vermogen van 172 pk (128.3 kW). Waar het vroeger een optie was, werd een sperdifferentieel nu standaard geïnstalleerd bij alle modellen met turbocharger. Nieuwe ronde achterlichten en een meegekleurd middenstuk vervingen de oude vierkante lichten en achterste grill. De originele spoiler, die bestond uit drie stukken, werd vervangen door een lichtere spoiler die uit één geheel bestond en enkel vastgemaakt werd aan het kofferdeksel. De zijstrepen en skirts werden ook meegekleurd. 1995 was het laatste jaar dat Toyota de Mk II verkocht in de Verenigde Staten. In 1996 werden de zijdelingse en voorste richtingaanwijzers aangepast door een doorzichtige lens te gebruiken, maar er werden geen andere wijzigingen gemaakt. Het model van 1998, bekend als het "Revision 5"-model, kwam met modern uitziende 5-spaaks 16" aluminium velgen, een agressievere spoiler en een lederen versnellingspook met rood baseball-stijl stiksel.
Met ingang van het laatste productiejaar van de SW20 in 1999 werd de wagen voorzien van enkele belangrijke aanpassingen. Terwijl de turbomotor hetzelfde bleef, werd de atmosferische 3S-GE motor in de JDM modellen uitgerust met Toyota's VVT-i systeem wat toeliet dat de timing van de inlaat nokkenassen werd aanpast aan het toerental en de belasting van de motor. Dit, en nog enkele andere aanpassingen, verhoogde het beschikbare motorvermogen tot 198 pk (148 kW). Alle modellen kregen ook nieuwe banden, optionele Recaro-stoelen, en een op drie manieren aanpasbare achterste spoiler.
De SW20 werd een serieus verzamelaarsobject toen Brad Bedell in 2003 met zijn gele V6-aangedreven MR2 de Ultimate Street Car Challenge won. De 1MZ-FE-motor, afkomstig uit de V6 aangedreven Solara en Camry, werd snel een populaire aanpassing nadat bleek dat de kosten om te wisselen naar de V6-motor overeenkwamen met het installeren van een turbocharged motor in een voorheen atmosferische auto.

## Derde generatie (W30)
De derde generatie Toyota MR2 werd verkocht als Toyota MR-S in Japan, Toyota MR2 Spyder in de Verenigde Staten, en Toyota MR2 Roadster in Europa, behalve in Frankrijk en België, waar deze verkocht werd als Toyota MR Roadster. De Toyota MR2 (W30) werd gebouwd van oktober 1999 tot juli 2007.

### Aandrijving
Alle MR2-modellen van de derde generatie zijn voorzien van de 1,8 liter 1ZZ-FE benzinemotor, vandaar de chassisnaam ZZW30. Deze motor heeft in dit voertuig een maximaal vermogen van 103 kW of 140 pk bij 6400 tpm en een maximaal koppel van 170 Nm bij 4400 tpm. Afhankelijk van bouwjaar en gekozen uitvoering beschikt de MR2 over een handgeschakelde versnellingsbak met vijf of zes versnellingen.

### Wielophanging
De vooras van iedere MR2 W30 beschikt over een McPherson-type ophanging met schokdempers met schroefveren, die verbonden zijn door middel van een stabilisatorstang. De achteras beschikt over dubbele draagarmen per zijde welke ook zijn verbonden door middel van een stabilisatorstang. De bandenmaat voor is 185/55R15 en achter 205/50R15.

### Uitvoeringen
De Toyota MR2 ZZX30 is geleverd in verschillende uitvoeringen.

#### 1.8 16v VVT-i (basismodel)
Het basismodel werd standaard geleverd met antiblokkeersysteem, elektrische buitenspiegels, sportstoelen, 15-inch lichtmetalen velgen en stuurbekrachtiging. De facelift van oktober 2002 verving de handgeschakelde transmissie met vijf versnellingen voor een handgeschakelde transmissie met zes versnellingen.

### Toyota VM180 Zagato

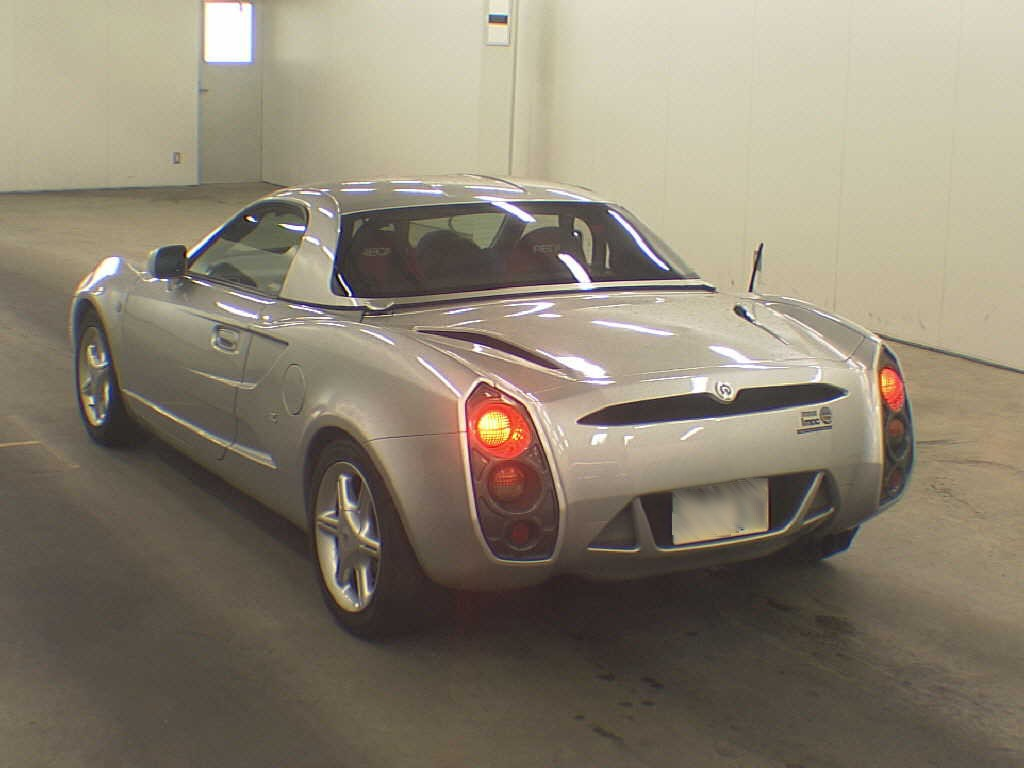
VM180 Zagato, achteraanzicht

Carrozzeria Zagato bouwde in samenwerking met de Toyota-huistuner Modellista een beperkt aantal MR2-modellen om naar de VM180 Zagato. Japanse auto-ontwerper Norihiko Harada is de ontwerper de VM180. Ongeveer 200 modellen zijn omgebouwd. Het vermogen en koppel van de motor werd verhoogd, en het onderstel werd aangepast.

## Einde
Halverwege de jaren 2000 daalde de verkoop en Toyota kondigde aan dat de MR2 aan het einde van het modeljaar 2005 in de Verenigde Staten zou worden stopgezet. Als afscheid van de MR2-reeks produceerde Toyota een beperkte oplage van 1.000 V-Edition-auto's voor de Japanse en Britse markt. Deze auto's kunnen worden onderscheiden door verschillende kleuren wielen, iets andere carrosseriepanelen, titanium interieuraccenten, een ander stuur en een spiraalvormig sperdifferentieel. In 2007 werd de productie volledig werd stopgezet in Europa, Japan en Mexico.
Personenauto's (leverbaar): Aygo · bZ4X · Camry · Corolla · C-HR · Highlander · Land Cruiser · Mirai · Prius · RAV4 · (GR) Supra · Yaris · Yaris Cross

Bedrijfswagens: Hilux · Proace

Niet meer leverbaar: 1000 · 2000GT · 4Runner · Auris · Avensis · Avensis Verso · Carina · Celica · Corolla Verso · Corona · Cressida · Crown · Dyna · FunCruiser · GT86 · Hiace · iQ · LiteAce · MR2 · Paseo · Picnic · Previa · Starlet · Tercel · Urban Cruiser · Verso · Verso-S · Yaris Verso